# Samuel Smiles
Samuel Smiles, né le 23 décembre 1812 à Haddington et mort le 16 avril 1904 à Kensington, est un écrivain et réformateur gouvernemental britannique. Bien qu'il fait campagne sur un programme chartiste, il promeut l'idée selon laquelle le progrès viendrait davantage d'un nouvel état d'esprit plutôt que de nouvelles lois. Son premier ouvrage, Self-Help, paru en 1859, promeut l'économie et affirme que la pauvreté est largement due à des habitudes irresponsables, tandis qu'il s'attaque également au matérialisme ainsi que le gouvernement du Laissez-faire. L'ouvrage est appelé "la bible du libéralisme du milieu de l'époque victorienne" et a des effets durables sur la pensée politique britannique. 

## Biographie
Smiles naît à Haddington, en Écosse. Tandis que les membres de sa famille sont de stricts presbytériens réformés, lui n'est pas pratiquant. Il étudie au sein d'une école locale et abandonne ses études à l'âge de 14 ans. Smiles est l'élève du Dr. Robert Lewins. Cet arrangement lui permet d'étudier la médecine à l'Université d'Édimbourg en 1829. Il s'intéresse à la politique, et devient un fervent défenseur de Joseph Hume. 
Son père meurt lors de la deuxième pandémie de choléra, mais on permet à Smiles de poursuivre ses études puisque sa mère l'encourage. Celle-ci dirige la petite firme familiale de magasin général en croyant que "Dieu comblera". Son exemple de travail incessant afin de subvenir à ses besoins ainsi qu'à ceux de ses neuf jeunes frères et sœurs influence fortement la vie future de Smiles, or, il développe une vision affable et tolérante qui parfois, est en décalage avec celle de ses ancêtres presbytériens réformés. 
En 1838, Smiles devient rédacteur du journal Leeds Time. Il passe les vingt prochaines années de sa vie dans la ville de Leeds, puis déménage à Woodhouse Cliff en 1847.

## Militant
En 1837, Smiles rédige des articles pour le Edinburgh Weekly Chronicle ainsi que pour le Leeds Times, faisant campagne pour une réforme parlementaire. En novembre 1838, on lui propose de devenir le rédacteur en chef du Leeds Times, un rôle qu'il accepte et qu'il tient jusqu'en 1842. En mai 1840, Smiles devient le secrétaire de la Leeds Parliamentary Reform Association, une organisation restant fidèle aux six objectifs du chartisme : le suffrage universel pour tous les hommes âgés de plus de 21 ans, des circonscriptions électorales de taille égale, le vote à bulletin secret, la fin de la nécessité pour les députés de se qualifier pour le Parlement, excepté en gagnant une élection, la rémunération des députés et parlements annuels. 
En tant que rédacteur en chef du Leeds Times, il prône des causes radicales allant du suffrage des femmes au libre-échange ainsi que la réforme parlementaire. Vers la fin des années 1840, cependant, Smiles se préoccupe du plaidoyer de la force physique des chartistes George Julian Harney et Feargus O'Connor, bien qu'il semble avoir été d'accord avec eux sur le fait que les tactiques actuelles du mouvement ne sont point efficaces, déclarant que "une simple réforme politique ne guérira pas les divers maux affligeant la société". 
En 1845, Smiles quitte le Leeds Times et devient le secrétaire de la voie ferrée de Leeds à Stockton. Après neuf années de service, il travaille pour la South Eastern Railway. 
Dans les années 1850, Smiles ne s'intéresse plus à la politique et décide que la débrouillardise est la place la plus importante à réformer. En 1859, il publie son ouvrage Self-Help. 
Smiles rédige des articles pour le Quarterly. Dans un article concernant les voies ferrées, il affirme que les voies ferrées devraient être nationalisées, et que les passagers de troisième zone devraient être encouragés. En 1861, Smiles publie un article paru dans le Quaterly, renommé Workers Earnings, Savings, and Strikes. Il affirme que la pauvreté dans de nombreux cas est due à une imprévoyance usuelle :
« Les périodes de grande prospérité, où les salaires sont les plus élevés et les usines fonctionnant à plein temps, ne sont pas des périodes où les instituts et les écoles de mécanique prospèrent, mais des périodes où les tenanciers de pubs et les vendeurs de bière prospèrent et s'enrichissent... Un ouvrier gagnant entre 50 et 60 shillings par semaine (au-dessus du salaire moyen des employés de banque) se contentait d'habiter un misérable logement d'une seule pièce dans un mauvais quartier, la seule pièce servant de petit salon, de cuisine, et de chambre pour la famille entière, qui consiste en un époux, une femme, quatre fils, deux chats, ainsi qu'un chien. Le témoin demanda : Pensez-vous que cette famille a été capable d'obtenir un meilleur logement, ou étaient-ils négligents ? La réponse fut qu'ils étaient négligents. »
En 1866, Smiles devient le président de la National Provident Institution, mais la quitte en 1871, après avoir subi un accident vasculaire cérébral débilitant. 
La Globe Permanent Benefit Building Society est fondée en 1868 et constituée en société en 1878. Celle-ci a été fondée pour le bénéfice mutuel des investisseurs et des emprunteurs, avec l'approbation de feu Samuel Smiles. Le rapport du 50e anniversaire, le 1er août 1918, déclare que Smiles en a été le Directeur fondateur et y a été impliqué pendant trois années. Tous les fondateurs résidaient à Deptford ou dans le quartier, tout comme les dix successeurs.

## Ouvrages
Son ouvrage Thrift paraît en 1875. Dans celui-ci, il déclare que "les riches ne constituent aucune prétention à la distinction. Il n'y a que le vulgaire qui admire les riches en tant que riches". Il affirme que la New Poor Law est "l'une des plus précieuses ayant été placée sur le recueil de lois des temps modernes". Il critique aussi le Laissez-faire :
« Lorsque le typhus ou le choléra éclatent, ils nous disent que Personne n'est à blâmer. Ce terrible Personne ! Il a beaucoup à répondre de tout ça. Davantage de bêtises sont réalisées par Personne que par le monde entier. Personne n'altère notre nourriture. Personne ne nous empoisonne avec une mauvaise boisson. Personne nous approvisionne en eau infecte. Personne ne propage la fièvre dans des allées sans visibilité ainsi que dans des voies non balayées. Personne ne quitte les villes non drainées. Personne ne remplit les geôles, les prisons, ainsi que les colonies pénitentiaires. Personne n'est braconnier, voleur, et ivrogne. Personne n'a de théorie non plus-une affreuse théorie. Il s'incarne en deux mots-Laissez faire-Laisser tranquille. Lorsque les gens sont empoisonnés par du plâtre de Paris mélangé à de la farine, la solution est de "Laisser tranquille". Lorsque la Coque du Levant est utilisée à la place du houblon, et que les hommes meurent prématurément, il est facile de dire "Personne n'en est responsable". Que ceux qui le peuvent découvrent quand ils sont trompés : Caveat emptor. Lorsque les gens vivent dans de piteuses habitations, laissez-les tranquille. Laissez la misère faire son travail, n'interférez pas avec la mort. »
En 1871, Smiles édite les lettres rédigées par son fils, Samuel Smiles Jr (né en 1852), et l'envoie chez lui lors de son voyage en mer (qu'il effectue en raison de sa santé), ainsi que le livre de bord qu'il garde de son voyage en Australie ainsi qu'aux États-Unis entre février 1869 et mars 1871, et les publie dans un ouvrage intitulé A Boy's Voyage Round the World.
En 1881, il déclare :
« Le travail est épuisant et ses gains sont lents. Certains individus décident de vivre par le travail des autres, et à partir de l'instant auquel ils arrivent à cette décision, ils deviennent les ennemis de la société. Cela n'est pas souvent que la détresse pousse les hommes à commettre un crime. Dans neuf cas sur dix, il s'agit d'un choix, non une nécessité. La lâcheté morale se manifeste aussi bien en public qu'en privé. Le snobisme ne se limite pas à la flagornerie envers les riches, mais il est tout aussi souvent affiché dans la flatterie du pauvre... Maintenant que les « masses » exercent le pouvoir politique, on observe une tendance croissante à leur lécher les bottes, les flatter, ne leur adresser que des paroles flatteuses. On leur attribue des vertus que eux-mêmes savent qu'ils ne possèdent pas. Pour gagner leur faveur, on feint souvent de la sympathie pour des opinions dont on sait qu'elles sont désespérées. L'agitateur populaire doit plaire à celui à qui il s'adresse, et il est toujours très gratifiant pour notre amour-propre de s'entendre dire que quelqu'un d'autre est responsable de nos souffrances. Il est donc rare que ces orateurs suggèrent que ceux à qui ils s'adressent sont eux-mêmes responsables de leurs souffrances, ou qu'ils abusent des moyens de bonheur à leur portée... Le capitaliste est simplement un homme qui ne dépense pas tout l'argent qu'il a gagné à la sueur de son front. »

## Self-Help
Smiles n'a pas beaucoup de succès dans sa carrière en tant que docteur et journaliste. Il rejoint plusieurs entreprises risquées coopératives, mais qui échouent en raison d'un manque de capital. Désabusé, il se détourne de l'utopisme de la classe moyenne. Il trouve finalement un refuge intellectuel ainsi qu'une renommée nationale dans l'isolement du développement personnel. 
La genèse de son ouvrage le plus célèbre, Self-Help, repose sur un discours qu'il donne en mars 1845 en réponse à une requête de la Mutual Improvement Society, publié comme, The Education of the Working Classes. Dans celui-ci, Smiles déclare :
« Je ne voudrais pas que quiconque ici pense que, parce que j'ai mentionné des individus s'étant élevés eux-mêmes par auto-éducation de la pauvreté à l'éminence sociale, et même à la richesse, ce sont les principaux objectifs à atteindre. Ce serait une énorme erreur. La connaissance est en soi l'une des plus grandes jouissances. L'ignorant traverse le monde, insensible à tous les plaisirs, sauf ceux des sens… Chaque être humain a une grande mission à accomplir, de nobles facultés à cultiver, une grande destinée à accomplir. Il doit avoir les moyens de s'instruire et d'exercer librement tous les pouvoirs de sa nature divine. »
La maison d'édition nouvellement fondée Routledge refuse de publier Self-Help en 1855. Vingt années plus tard, Smiles siège à côté de George Routledge lors d'un dîner, et il lui déclare, "Et quand, Dr. Smiles, aurons-nous l'honneur de publier l'un de vos ouvrages ?", Smiles lui répond que Routledge a déjà eu l'honneur de refuser Self-Help. Bien que John Murray est prêt à publier Self-Help sur un système de demi-bénéfice, Smiles le refuse car il ne voulait pas que le livre perde ses anecdotes. En 1859, Smiles sort Self-Help en autoédition, gardant le droit d'auteur, tandis qu'il paye John Murray une commission de dix pour cent. 20 000 exemplaires de l'ouvrage se vendent en l'espace d'une année. Lorsque Smiles meurt en 1904, plus de 250 000 exemplaires furent vendus. Self-Help élève [Smiles] au rang de célébrité : "presque du jour au lendemain, il est devenu un expert de premier plan et un gourou très consulté". Smiles "devint soudain à la mode et fut submergé de demandes pour poser la première pierre, poser pour son portrait, remettre des prix à des orphelins, prononcer des discours depuis des estrades. Le simple d'esprit était ravi de ces invitations, mais il ne put naturellement pas accepter. Il avait son travail à accomplir… son devoir ne se déroulait pas sur une estrade publique… Il se trouvait dans son bureau, avec son travail". 

## Conduct
Smiles a l'intention de publier un ouvrage s'intitulant Conduct en 1896. Il le soumet à sa maison d'édition, qui le refuse. En 1898, on refuse encore sa parution. 
Suite au décès de Smiles en 1904, le manuscrit de Conduct se trouve sur son bureau, et, sur le conseil de John Murray, est détruit.

## Fin de vie
Il a été demandé à l'artiste écossais George Reid de peindre le portrait de Smiles, celui-ci est achevé en 1877 et figure désormais à la National Gallery de Londres. Des copies de son manuscrit se trouvent dans les archives de l'East Lothian Council.
Lorsque, en 1892, William Ewart Gladstone revient au pouvoir, et, en tant que premier ministre, indroduit son deuxième projet de loi sur l'autonomie irlandaise, Smiles écrit à son fils à Ulster : "Ne te rebelle pas. Reste sage, bien que j'aperçois ton nom parmi les agitateurs... Ta lettre est affreusement alarmante... Gladstone est arrivé au pouvoir et nous sommes menacés d'une Guerre Civile. Cela ne peut pas être le résultat d'un bon sens politique. Pourtant, il y a des membres libéraux pour acclamer ce maniaque. Hélas, hélas pour le libéralisme !… Dois-je te donner un préavis de six mois pour retirer mes prêts à la B.R. Co., car je veux garder le peu d'argent que j'ai pour ma femme et mes enfants, non pour armer les hommes d'Ulster". Smiles écrit à Lucy Smiles en 1893, "Ce projet de loi sur l'autonomie locale est horrible... Je suis tout à fait consterné par ce misérable chien, appelé à tort homme d'État, jetant le pays dans un état de tourmente. Je ne peux pas comprendre comment tant de personnes dans cette partie de la Grande-Bretagne suivent ce maniaque, simplement comme un troupeau de moutons. Il est tout simplement débordant d'orgueil. Hélas, hélas pour le libéralisme !".
Le 16 avril 1904, Samuel Smiles meurt à Kensington, dans la ville de Londres, et est enterré au cimetière de Brompton. Peu de temps avant son décès, on lui aurait proposé le titre de chevalier, proposition qu'il refusa d'accepter. 

## Héritage
Self-Help est appelé "la bible du libéralisme du milieu de l'époque victorienne" et éleva Smiles au rang de célébrité presque du jour au lendemain. 
En 1862, le député libéral John Arthur Roebuck qualifie l'ouvrage de Smiles intitulé Workmen's Earnings, Strikes and Savings d'ouvrage "vraiment remarquable" et en cite certains passages dans un de ses discours. 
George Bernard Shaw, dans son ouvrage Fabian Essays in Socialism paru en 1889, qualifie Smiles de "Plutarque contemporain". 
L'écrivain américain Orison Swett Marden s'inspire de Samuel Smiles en raison d'avoir lu Self-Help dans sa jeunesse. Plusieurs décennies plus tard, il publie Pushing to the Front en 1894 et devient un auteur professionnel à la suite de l'influence de Smiles.
La fin du XIXe siècle et le début du XXe siècle voient la montée du Social-libéralisme, le Keynésianisme, ainsi que le socialisme, que tout le monde considérait l'épargne d'un mauvais œil. Les économistes sociaux-libéraux John Atkinson Hobson et Albert F. Mummery dans leur ouvrage Physiology of Industry paru en 1889, affirment que l'épargne a entraîné le sous-emploi du capital et de la main-d'œuvre pendant les dépressions commerciales. L'ouvrage General Theory of Employment, Interest and Money de John Maynard Keynes paru en 1936 tente de remettre en place l'économie libérale classique. 
Les sociétés de construction ont adopté le message d'être économes afin de s'améliorer, tel qu'il est représenté dans Thrift. En 1897, le Halifax publie le « Dépliant de la Misère », dans lequel une maison délabrée et une maison aisée sont illustrées côte à côte sous les étiquettes « Défaut d'économie » et « Épargne ». Le dépliant indique : « Peu et souvent, remplit la bourse. », « Achète une maison afin d'y vivre avant de te marier. », ainsi que « La Providence prospérera là où les génies mourront de faim. Lorsque la fortune sourit, prend l'avantage. » écrits sur les marges. En réalité, la majorité des individus ne peuvent pas épargner puisque les banques n'acceptaient pas les petits dépôts à l'époque.
En 1905, William Boyd Carpenter, l'évêque de Ripon, loue Smiles : "L'évêque déclare qu"il remarque une légère tendance, dans certains milieux, à dénigrer les énergies simples de la vie, autrefois si prisées. Il se souvient de l'apparence de Self-Help, de Samuel Smiles, qui 40 ou 50 années auparavant donna des conférences à Leeds encourageant les jeunes hommes à s'engager dans le développement personnel. Ses ouvrages sont lus avec une avidité extraordinaire, mais par conséquent, une école émergea et enseigna l'existence de la beauté ainsi que la fainéantise. Cette école dénigrait l'épargne et ne prêtait pas beaucoup d'attention au caractère et, peut-être, pas beaucoup d'attention au devoir".
Le député travailliste David Grenfell, dans un débat concernant le projet de loi sur les paiements transitoires (détermination des besoins), affirme que le projet de loi de 1932 « ne discriminait pas les personnes peu économes, les oisifs et les gaspilleurs, mais les personnes industrieuses et économes, ayant à payer une lourde pénalité. Le ministre du travail pénalise le développement personnel. Il méprise Samuel Smiles ainsi que ses ouvrages. »
Le libéral Ernest Benn invoque Smiles lorsqu'il loue les vertus du développement personnel. 
En 1962, le directeur du Chartered Management Institute, John Marsh, affirme que les jeunes hommes qui entraient dans l'industrie devaient avoir le sens du service et du devoir ; ils devaient être des « hommes de caractère qui savent comment bien se comporter ainsi que dans les phases de succès » ; ils doivent posséder une autodiscipline dans la pensée et le comportement : « Il y a encore quelque chose à dire sur la doctrine de l'entraide de Samuel Smiles ».
L'économiste libéral Friedrich Hayek écrit en 1976 que : "Il s'agit probablement d'une malchance que, spécialement aux États-Unis, les écrivains populaires comme Samuel Smiles... défendent la libre entreprise au motif qu'elle récompense régulièrement les méritants, et le fait que cela semble être devenu la seule défense comprise par le grand public est de mauvais augure pour l'avenir de l'ordre du marché. Le fait qu'elle soit devenue en grande partie le fondement de l'estime de soi de l'homme d'affaires lui confère souvent un air moralisateur qui ne le rend pas plus populaire". 

## Vie privée
Le 7 décembre 1843, Smiles épouse Sarah Ann Holmes Dixon dans la ville de Leeds. De leur union naissent cinq enfants, dont trois filles et deux fils. 
Samuel Smiles est le grand-père du député unioniste d'Ulster Walter Smiles, ainsi que l'arrière-arrière-grand-père du célèbre aventurier Bear Grylls. 